# Teekyū
Teekyū (てーきゅう, Tēkyū) és una sèrie de manga i anime de comèdia esportiva.

## Argument

### Teekyuu
La història tracta les boges aventures diàries dels membres del club de tennis de l'Institut Kameido.

### Takamiya Nasuno Desu!
L'argument de la història se centra en la vida diària de l'excèntrica i milionaria Nasuno Takamiya, alumna de l'institut Kameido i membre del club de tennis d'aquest. Tot i que Takamiya és la protagonista, Yota, el germà de Yuri Oshimoto, fa un paper principal treballant com a majordom de Nasuno. Les seues companyes de Kameido també fan petites aparicions en alguns capítols.

### Usakame
La història segueix el dia a dia del club de tennis de l'institut Usakame i els seus membres. Originalment els personatges d'Usakame només van eixir al manga de Teekyuu com a oponents de l'equip Kameido en uns torneigs nacionals de tennis. Més endavant i després d'algunes aparicions esporàdiques més a "Teekyuu", els dibuixants van decidir fer una història original per a Usakame. A diferència dels membres del Kameido, les xiques d'Usakame és prenen l'esport amb una miqueta més de seriositat.

## Personatges

### Institut Kameido

#### Club de Tennis Kameido
- Yuri Oshimoto (押本 ユリ Oshimoto Yuri)

Veu de: Yui Watanabe
Yuri és l'únic membre del grup que realment sap jugar al tennis. És l'única xica normal del grup i sol actuar com la veu de la consciència i la sensatesa d'aquest. Sempre es mostra sorpresa per les ocurrències i la forma d'actuar de les seues companys, a més, és qui té la menor edat del grup i va a primer curs. Te un germà menor anomenat Yota.
- Kanae Shinjo (新庄 かなえ Shinjō Kanae)

Veu de: Suzuko Mimori
Kanae és una estudiant de segon curs la qual no sembla tindre la seua edat degut al seu aspecte infantil. És un dels membres amb una actitud més irreflexives, cosa que sol traure de polleguera a Yuri. En un episodi de la sèrie d'anime es rebel·la que va ser ella qui va admetre a Yuri al club, ja que era l'únic membre junt amb Nasuno, que es trobava a l'Àfrica.
- Nasuno Takamiya (高宮 なすの Takamiya Nasuno)

Veu de: Kyoko Narumi
Nasuno prové d'una familia benestant. És una estudiant de segon curs i tot i que ja estava al club de tennis, no apareix a la sèrie fins que no torna del seu viatge a Ngaoundéré, al Camerun. Mai perd l'oportunitat per mostrar i demostrar la seua gran quantitat de diners. Nasuno és la protagonista del seu pròpi manga i anime, l'esqueix "Takamiya Nasuno Desu!".
- Marimo Bando (坂東 まりも Bandō Marimo)

Veu de: Kana Hanazawa
Marimo és la quarta i darrer membre del club de tennis. És també una estudiant de segon curs. Tot i que és amable també és una depravada sexual i té una gran immaduresa. Físicament destaca per la seua gran alçada. Se sap que, degut als seus episodis d'assetjament sexual es buscada internacionalment per la policia.

#### Altres
- Udonko Kondo (近藤 うどん子 Kondō Udonko)

Veu de: Kaori Ishihara
És una estudiant de primer any, companya de Yuri que s'ocupa del periòdic escolar. La seua familia té un restaurant-bolera de ramen on també treballa ella. Té una germana sacerdotissa i exorcista budista anomenada Annekov Kondo.

### Personatges secundaris
- Yota Oshimoto (押本 陽太 Oshimoto Yōta)

Veu de: Ryōta Ōsaka
Yota és el germà petit de Yuri. Té aparicions esporàdiques a la sèrie principal i és el co-protagonista del spin-off protagonitzat per Nasuno Takamiya. Al spin-off entra a treballar al servei de Nasuno Takamiya, vivint situacions absurdes provocades per aquesta. A la sèrie principal pareix dur una vida senzilla.
- Annenkov Kondo (近藤 アネンコフ Kondō Anenkofu)

Veu de: Eri Kitamura
Annenkov és la germana gran d'Udonko. És tracta d'una gyaru que treballa com a sacerdotissa i exorcista budista. En una ocasió salava a Yuri d'una anima que volia fer-se amb el seu cos.
- Tomarin (トマリン)

Veu de: Yui Ogura
Es tracta d'una alienigena que va arribar a ca Marimo Bando després de tindre un accident amb la seua nau espacial, la qual li mancava combustible. Des de llavors, Tomarin comença a viure amb Marimo. Tot i tindre un aspecte delicat i adorable, la seua aparença original alienigena és prou aterradora.
- Alfred Takamiya (高宮 アルフレッド Takamiya Arufureddo)

Veu de: Shinya Takahashi
És el pare de Nasuno. Es tracta d'un home milionari amb l'aspecte del coronel Sanders. Fa la seua aparició a la sèrie a la primera temporada i té un paper més gran a l'spin-off dedicat a Nasuno Takamiya.
- Ayano Takamiya (高宮 あやの Takamiya Ayano)

Veu de: Yukari Tamura
És la mare de Nasuno. A l'anime només apareix a l'spin-off protagonitzat per la seua filla Nasuno. Es tracta d'una dona amb aspecte infantil que a primera vista sembla tindre menys anys que la seua filla. És una persona enèrgica i directa. Algunes vegades acompanya a la seua filla i a Yota en les seues aventures, on demostra el seu caràcter immadur.
- Gerent de pastisseria (ケーキ屋の店長 Kēki-ya no tenchō)

Veu de: Hirokazu Machida
És un treballador al servei de la familia Takamiya. Tot i que des del principi va apreixer treballant a una pastisseria de la familia Takamiya, després ha treballat en diferents ocupacions al servei de la familia: des de gerent d'un kaiten zushi de dorayakis a patró de iot. Curiosament, el seu nom verdader és "Gerent de Pastisseria". En moltes de les seues aparicions demostra que no l'importa el seu treball mentres guanye diners amb ell.

### Usakame
- Kinako Tanaka (田中 きなこ Tanaka Kinako)

Veu de: Yuki Nakashima
Estudiant de segon curs de l'institut Usakame i membre del club de tennis d'aquest. És el personatge principal de la sèrie. Al torneig nacional juga amb Nishi Nishiaraidaishi contra Yuri Oshimoto i Nasuno Takamiya.
- Ayako Suzuki (鈴木 あやこ Suzuki Ayako)

Veu de: Izumi Nakaida
Estudiant de tercer curs de l'institut Usakame i membre del club de tennis d'aquest.
- Kurumi Satō (佐藤 くるみ Satō Kurumi)

Veu de: Hikaru Koide
Estudiant de tercer curs de l'institut Usakame i membre del club de tennis d'aquest.
- Nishi Nishiaraidaishi (西新井大師 西 Nishiaraidaishi Nishi)

Veu de: Maria Tanijiri
Estudiant de primer curs de l'institut Usakame i membre del club de tennis d'aquest.